# Aigialus striatispora
Aigialus striatispora är en svampart som beskrevs av K.D. Hyde 1992. Aigialus striatispora ingår i släktet Aigialus och familjen Aigialaceae.   Inga underarter finns listade i Catalogue of Life.